# Columnea oblongifolia
Columnea oblongifolia är en tvåhjärtbladig växtart som beskrevs av Henry Hurd Rusby. Columnea oblongifolia ingår i släktet Columnea och familjen Gesneriaceae. Inga underarter finns listade i Catalogue of Life.